# Elaeocarpus calomala
Elaeocarpus calomala là một loài thực vật có hoa trong họ Côm. Loài này được (Blanco) Merr. mô tả khoa học đầu tiên năm 1915.